# 人間解体
『人間解体』（にんげんかいたい、英語: The Man-Machine、ドイツ語: Die Mensch-Maschine）は、ドイツの音楽ユニット、クラフトワークのアルバム。

## 解説
1978年5月にEMIよりリリースされた。本作はカール・バルトスがヒュッター、シュナイダーと共に作曲者としてクレジットされた初のアルバムである。また、エミール・シュルツが「モデル」の歌詞を共作している。
本作に収録された「モデル」は4年後の1982年に「コンピューター・ラヴ」のB面に収録した際人気が出たためAB面を変更し再リリースしたところイギリスのチャートで1位となり、多くのバンドにカバーされた。また「ロボット」は、ライブなどで同曲を演奏する際、各メンバーの頭部のダミーを備えたロボット（後に発表されるアルバム『THE MIX』のアートワークにも使用される）が登場し、楽曲に合わせて腕・首・腰の可動部による動作（踊り）を披露した。ジャケットはロシア構成主義をヒントにしている。
ロサンゼルスからミキシング作業の為に渡独したエンジニアのレナード・ジャクソンは黒人であり、本作が白人のメンバーの手によって作られた事に驚いたという。

## 曲目
| #  | タイトル                                                        | 作詞・作曲                                | Words              | 時間 |
| -- | --------------------------------------------------------------- | ----------------------------------------- | ------------------ | ---- |
| 1. | 「ザ・ロボッツ - The Robots」("Die Roboter")                    | Ralf Hütter Florian Schneider Karl Bartos | Hütter             | 6:11 |
| 2. | 「スペースラボ - Spacelab」                                     | Hütter Bartos                             | Hütter             | 5:51 |
| 3. | 「メトロポリス - Metropolis」                                   | Hütter Schneider Bartos                   | Hütter             | 5:59 |
| 4. | 「ザ・モデル - The Model」("Das Model")                         | Hütter Bartos                             | Hütter Emil Schult | 3:38 |
| 5. | 「ネオン・ライツ - Neon Lights」("Neonlicht")                   | Hütter Schneider Bartos                   | Hütter             | 9:03 |
| 6. | 「ザ・マン・マシーン - The Man-Machine」("Die Mensch-Maschine") | Hütter Bartos                             | Hütter             | 5:28 |

## クレジット
- Ralf Hütter – voice, vocoder, synthesizer, keyboards, Orchestron, Synthanorma Sequenzer, electronics,
- Florian Schneider – vocoder, Votrax, synthesizer, electronics
- Karl Bartos – electronic drums
- Wolfgang Flür – electronic drums
- Leanard Jackson – sound engineer mixing & mastering
- Joschko Rudas – sound engineer (Studio Rudas, Düsseldorf)
- Henning Schmitz – assistant sound engineer
- Karl Klefisch – typography ("lettering")
- Günther Fröhling – photography
- Johann Zambryski – artwork reconstruction (2009 remaster)